# Douangdeuane Bounyavong
Douangdeuane Bounyavong (Lao ດວງເດືອນ ບຸນຍາວົງສ, ALA-LC Dūangdư̄an Bunyāvong, * 11. Juni 1947), auch bekannt unter ihrem Mädchennamen Douangdeuane Viravong, Schriftstellername Dok Ked (Dō̜kkēt), ist eine laotische Autorin. Sie ist die Witwe von Outhine Bounyavong.
Sie verfasst Gedichte, Romane, Fachbücher über laotische Textilien und Niederschriften mündlich überlieferter Volkserzählungen, darunter als bekanntestes Werk Kam Pha Phi Noi („Der kleine Waise und der Geist“). Sie engagiert sich für Alphabetisierung und betreibt u. a. einen Verlag und eine Buchhandlung für Kinderbücher in laotischer Sprache.
2005 erhielt sie den Fukukoa Art and Culture Prize.

## Bibliografie

### Werke in laotischer Sprache
- Dō̜kkēt;  'Athan hǣng phongphai, Viangchan: Bō̜risat Phainām Kānphim læ Khō̜mphiutœ, 1995 (Roman)
- Dō̜kkēt: Dō̜k sutthāi lư̄ ngām [Vientiane]: Kom Vannakhadī læ Vatthanatham Mahāson, 1995 (Biografie ihrer Mutter Mari Viravong)
- Douangdeuane Bounyavong et al.: Phǣnphan lāi nai sin sāimai = Infinite Design: The Art of Silk, Vientiane: Lao Women’s Union, 1995 (Lao/englisch)
- Douangdeuane Bounyavong: Thao Hung Khun Cheuang, Weeraburut song phang khong (the Hero of the Two Sides of the Mekong River Banks), Bangkok: Phikkhanet Printing Center, 1995
- Douangdeuane Bounyavong: Vatchanānukom pakō̜p hūp Vientiane: K. S. Kanphim, 1998 (Bildwörterbuch für Kinder)
- Dō̜kkēt: Chotmāi nī khō̜ fāk thœng ʻāi: hōm lư̄angsan, Vientiane: Dokket, 2004 (Kurzgeschichtensammlung)
- Douangdeuane Bounyavong et al.: Thao Hung Thao Cheuang Epic: Adaptation into Modern Prose, Vientiane: The National Library of Laos, 2000 (Text in Lao, Teile in Englisch)
- Douangdeuane Bounyavong, Inkiane Dejvongsa: Mư̄a mǣ khao khuk: lưangching khō̜ng phūying khonnưng = When Mother Was In Prison, Vientiane: Dokked, 2004 (Lao/englisch)

### Werke in englischer Sprache
- Douangdeuane Bounyavong, Othong Khaminxu: Traditions and rites in Thao Hung epic, Vientiane: Vannasin, 1991
- Douangdeuane Bounyavong: A comparative study on the political ideology expressed in the Thao Hung Thao Cheaung epic, with reference to local chronicle of Lao-Thai groups, Tokyo: Institute of Asian Cultures – Sophia University, 1995
- Duang Deuane Bounyavong, Kham Pin Phiatheb: Report on the survey and situation regarding the trafficking of children in Lao PDR, Vientiane: PDR, 1995 (Kurzfassung eines UNICEF-Reports)
- Douangdeuane Bounyavong et al.: Legends in the Weaving, Vientiane: Dokked, 2001
- Douangdeuane Bounyavong: Lao textiles: prayers floating on fabric, Fukuoka-shi: Fukuoka Art Museum, 2005 (englisch/japanisch)